# Подбиване на цени
Подбиване на цени е вид нелоялно поведение на пазара с ценова стратегия, при която продукт или услуга биват предлагани на много ниска цена, като целта е да се изкара конкуренцията извън пазара като цяло или създаване за навлизане на пазара за нови конкуренти. И в този случай, ако конкурентите или потенциалните конкуренти не могат да поддържат равни, равностойни или по-ниски цени без при това да губят пари те излизат извън бизнеса, дейността или направо избират да не влизат в бизнеса. Подбиващият цените търговец тогава има по-малко конкуренти или е де факто монополист.